# 信
信（しん）は、一般的には真実で偽りのないこと。信用。信仰。宗教・倫理の分野においてさまざまに用いられる。

## 儒教における「信」
儒教においては、五常（仁義礼智信）の一徳目であり、友情に厚く、人をあざむかないこと、誠実なことをいう。孔子は「民、信なければ立たず」（人間は信がなければ生きていくことができない）と「信」の重要性を指摘している。孟子は、人が守るべき「五倫」の道のなかに「朋友（ほうゆう）信あり」として「信」を守るべき徳のひとつとして掲げている。また、孟子の四端説における「仁義礼智」の四徳に対し、前漢代になって、五行説にもとづいて董仲舒により「信」の徳目が付け加えられ、合わせて「仁義礼智信」の「五常」と称された。

## 仏教における「信」
仏教においては、サンスクリット語のシュラッダーŚraddhā もしくプラサーダPrasada の訳語で、開祖仏陀（ゴータマ・シッダールタ）の教えを信ずることによって、心が清らかに澄みわたることをさしている。
- 五根 (三十七道品)のひとつ
- 解脱への道において、最初の段階。象跡喩小経などで示される[4]。
- 世親は『倶舎論（阿毘達磨倶舎論）』において「信とは心をして澄浄ならしむ」と記し、世親の学統を継ぐ倶舎宗にあっては万象を75種の実体に分別し、それを5つに大別した分類法（五位法）のひとつ「心所法」において、その一部としている[1]。

カーラーマ経において釈迦は、聖なる権威、伝統などであったり、または自分の師匠だからといった理由での盲目的な「信」に反対している。そして何が諦（saccaṃ）であるかを自ら判断するための、10つの判断基準を述べている。

Etha tumhe kālāmā mā anussavena, mā paramparāya, mā itikirāya, mā piṭakasampadānena, mā takkahetu, mā nayahetu, mā ākāraparivitakkena, mā diṭṭhinijjhānakkhantiyā, mā bhabbarūpatāya, mā samaṇo no garū'ti.
カーラーマたちよ、あなたがたは、風説（anussavena）によるなかれ。伝承（paramparāya）によるなかれ。伝聞（itikirāya）によるなかれ。聖典（piṭaka）記載によるなかれ。推論（takka）によるなかれ。公理（naya）によるなかれ。類比（ākāra）によるなかれ。見解（diṭṭhi）からの推論に対する受容によるなかれ。有能な外見（rūpatāya）によるなかれ。自分の師（garū'ti）である沙門という理由によるなかれ。
—パーリ仏典, 増支部三集大品, カーラーマ経, Sri Lanka Tripitaka Project
1. 風説,口伝 - 仙人が神々から聞いたとされる言い伝え[5]。
2. 伝承 - 親から子、師匠から弟子へ伝えらえる教え[5]。
3. 伝聞 - 世間ではこのように言われているといった情報[5]。
4. 聖典,聖書 - テキストに記載されている情報[5]。
5. 推論 - 一般的前提をもとに思考する、演繹法が成り立つということ[5]。
6. 公理,推測 - それぞれのデータをもとに、普遍的な法則を見出す帰納法[5]。
7. 類比 - 話術、プレゼンテーションのうまさ[5]。
8. 見解からの推論 - 同じ見解を持っているからといった理由[5]。
9. 有能な外見 - もっともらしいこと[5]。
10. 師である沙門 - 聖者であること[5]。

## イスラム教における「信」
イスラム教では、コーランに記された「信ずべきもの」を指している。
1. 唯一全能の神（アッラーフ）
2. 天使の存在（マラーイカ）
3. 啓典（神の啓示、キターブ）
4. 使徒・預言者（ラスール）
5. 来世の存在（アーヒラ）
6. 定命（カダル）

の6か条がそれであり、これは「六信」と総称される。